# Desur, Belgaum
Desur là một làng thuộc tehsil Belgaum, huyện Belgaum, bang Karnataka, Ấn Độ.